# Saltos ornamentais nos Jogos Sul-Americanos de 2022
As competições de saltos ornamentais nos Jogos Sul-Americanos de 2022 em Assunção, Paraguai, estão programadas para serem realizadas entre 2 e 5 de outubro de 2022 no Centro Acuático Nacional.

## Calendário
O calendário da competição é o seguinte:
| P | Rodada preliminar | F | Final |

| DataEvento                             | Dom 2 | Seg 3 | Ter 4 | Qua 5 |
| -------------------------------------- | ----- | ----- | ----- | ----- |
| Trampolim 1 m individual masculino     |       |       |       | F     |
| Trampolim 3 m individual masculino     |       | F     |       |       |
| Plataforma 10 m individual masculino   |       |       | F     |       |
| Trampolim 3 m sincronizado masculino   | F     |       |       |       |
| Plataforma 10 m sincronizado masculino |       | F     |       |       |
| Trampolim 1 m individual feminino      | F     |       |       |       |
| Trampolim 3 m individual feminino      |       |       | F     |       |
| Plataforma 10 m individual feminino    |       | F     |       |       |
| Trampolim 3 m sincronizado feminino    |       |       |       | F     |
| Plataforma 10 m sincronizado feminino  |       |       | F     |       |

## Resumo de medalhas

### Quadro de medalhas
*   país anfitrião (PAR Paraguai)
| Pos.               | País               | Ouro | Prata | Bronze | Total |
| ------------------ | ------------------ | ---- | ----- | ------ | ----- |
| 1                  | COL Colômbia       | 7    | 3     | 3      | 13    |
| 2                  | BRA Brasil         | 1    | 3     | 3      | 7     |
| 3                  | PER Peru           | 0    | 2     | 1      | 3     |
| 4                  | VEN Venezuela      | 0    | 0     | 1      | 1     |
| Total (4 entradas) | Total (4 entradas) | 8    | 8     | 8      | 24    |

### Medalhistas

#### Masculino
| Evento                       | Ouro                                      | Ouro   | Prata                                   | Prata  | Bronze                                   | Bronze               |
| ---------------------------- | ----------------------------------------- | ------ | --------------------------------------- | ------ | ---------------------------------------- | -------------------- |
| Trampolim 1 m individual     | Luis Uribe COL Colômbia                   | 391.05 | Sebastián Morales COL Colômbia          | 386.05 | Rafael Araújo BRA Brasil                 | 334.60               |
| Trampolim 3 m individual     | Luis Uribe COL Colômbia                   | 459.05 | Sebastián Morales COL Colômbia          | 404.05 | Jesús Liranzo PER Peru                   | 382.75               |
| Plataforma 10 m individual   | Sebastián Villa COL Colômbia              | 430.60 | Jesús Liranzo PER Peru                  | 409.75 | Alejandro Osorio COL Colômbia            | 383.20               |
| Trampolim 3 m sincronizado   | Luis Uribe Sebastián Morales COL Colômbia | 393.06 | Rafael Araújo Rafael Almeida BRA Brasil | 343.92 | Jesús González Óscar Ariza VEN Venezuela | 322.08               |
| Plataforma 10 m sincronizado | Jesús González Óscar Ariza VEN Venezuela  | 359.76 | Davi Lyrio Diogo Silva BRA Brasil       | 286.20 | Somente duas equipes                     | Somente duas equipes |

#### Feminino
| Evento                       | Ouro                                          | Ouro   | Prata                            | Prata              | Bronze                                      | Bronze             |
| ---------------------------- | --------------------------------------------- | ------ | -------------------------------- | ------------------ | ------------------------------------------- | ------------------ |
| Trampolim 1 m individual     | Anna Lúcia Dos Santos BRA Brasil              | 245.10 | Luana Lira BRA Brasil            | 234.15             | Diana Pineda COL Colômbia                   | 230.25             |
| Trampolim 3 m individual     | Viviana Uribe COL Colômbia                    | 274.10 | Daniela Zapata COL Colômbia      | 272.50             | Luana Lira BRA Brasil                       | 245.60             |
| Plataforma 10 m individual   | Viviana Uribe COL Colômbia                    | 249.70 | Andressa Mendes BRA Brasil       | 241.35             | Mariana Osorio COL Colômbia                 | 235.15             |
| Trampolim 3 m sincronizado   | Daniela Zapata Viviana Uribe COL Colômbia     | 250.38 | Ana Ricci Mayte Salinas PER Peru | 219.84             | Anna Lúcia dos Santos Luana Lira BRA Brasil | 217.80             |
| Plataforma 10 m sincronizado | Dhavgel Mendoza Lisette Ramírez VEN Venezuela | 226.26 | Somente uma equipe               | Somente uma equipe | Somente uma equipe                          | Somente uma equipe |

## Participação
Seis nações participarão dos eventos de salto ornamentais dos Jogos Sul-Americanos de 2022.
- Argentina
- Brasil
- Chile
- Colômbia
- Peru
- Venezuela